# 斯摩棱斯克戰役 (1812年)
第一次斯摩棱斯克之戰發生於1812年8月17日，拿破崙指揮約17萬5千法軍，與俄軍展開攻防戰，當夜俄軍放火燒城後撤退。

## 序幕
拿破崙揮軍入侵俄羅斯後，希望迅速地擊敗俄國，強迫沙皇接受和約。但是每當俄軍遭遇法軍時，總是略作抵抗，便撤離戰場，拿破崙只得引軍深入，使他非常氣惱。所以他從情報中推斷俄軍在斯摩棱斯克以北集結後，便精心佈署，計畫突襲防守薄弱的斯摩棱斯克，切斷俄軍往莫斯科的退路，法軍隨即向北轉進，從後側打擊俄軍左翼，迫使俄軍往北退卻，這時一支在俄軍右方遠處的法軍向南進攻，在前後夾擊下，俄軍必定大敗，拿破崙就可以取得盼望已久的勝利。
8月14日凌晨拿破崙命令大軍分為兩支，用浮橋渡過聶伯河，撲向斯摩棱斯克。下午法軍在斯摩棱斯克東南約三十英里處撞上了一師執行哨戒任務的俄軍，俄軍面對敵眾我寡的情況下，且戰且走，退回斯摩棱斯克，但是法軍沒有追擊，拿破崙更命令休整一天，錯失了攻佔斯摩棱斯克的機會。
法軍從南面進攻的消息傳至，俄軍左翼指揮官巴格拉基昂將軍立即率領麾下部隊馳防斯摩棱斯克，俄軍統帥巴克萊‧德托利將軍很猶豫地命令各部俄軍前往救援，因為他害怕從南面來的攻擊是個幌子，法軍會從北襲擊俄軍後背。

## 戰鬥
斯摩棱斯克是建在聶伯河兩岸，城分南北，以橋樑連接。從前，斯摩棱斯克是個重要軍事城塞，曾經發生多次攻防戰，所以有堅固城垣和護城河圍繞，到了1812年，雖然日久失修，城牆還是俄軍可依靠的重要防禦工事。
8月16日早上，內伊和繆拉率領的法軍逼近城郊，同時約有15,000人的俄軍增援到達，可是法軍未有發動攻擊。到了下午，拿破崙才下令進攻，法軍曾一度把守軍逼至城牆下，俄軍奮力頑抗奪回失地，但拿破崙沒有加強攻勢，像是等待俄軍主力部隊的到達。
8月17日巴格拉基昂將軍指揮的俄軍（約60,000人）陸續到達增援，炮戰變得非常激烈，城內城外一片火海。法軍雖然再次攻到城牆下，但是沒有攻城器具，又遭受俄軍強烈炮火轟擊，無法登城突破。稍後巴克萊‧德托利將軍到了城中，與幕僚商討戰況，決定派遣巴格拉基昂將軍，率兵往城東約五十英里的渡河點據守，阻止拿破崙派兵渡河側擊俄軍和切斷由斯摩棱斯克往莫斯科的交通線，晚上，巴克萊‧德托利命令俄軍有序地撤退，燒毀彈藥和補給品。

8月18日法軍突破城牆。為了讓部隊成功退出戰鬥，俄軍後衛在城內阻擊法軍。當晚，俄軍終於撤走，戰鬥結束。

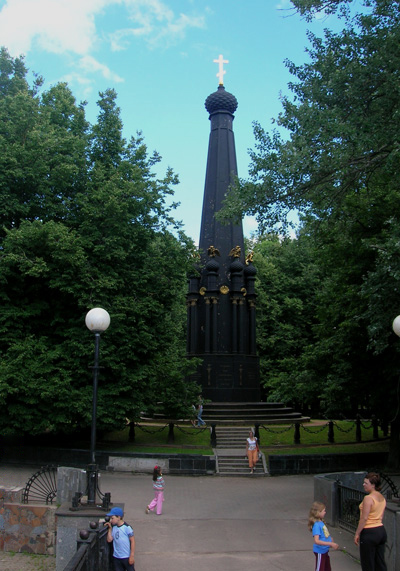

## 後續發展
雖然法軍驅退了敵人，但並未獲得徹底的擊潰俄军，故讓俄軍後來越來越有機會向法軍反撲。後來法軍在前往莫斯科的途中，在博羅季諾和俄軍展開了大戰。